# Galena (Missouri)
Galena – miasto w Stanach Zjednoczonych, w stanie Missouri, w hrabstwie Stone.